# Tjuprenska reka
Tjuprenska reka (bulgariska: Чупренска река) är ett vattendrag i Bulgarien.   Det ligger i regionen Vidin, i den nordvästra delen av landet, 110 km norr om huvudstaden Sofia.
Omgivningarna runt Tjuprenska reka är en mosaik av jordbruksmark och naturlig växtlighet. Runt Tjuprenska reka är det ganska glesbefolkat, med 24 invånare per kvadratkilometer.